# Olave Baden-Powell
Olave St Clair Baden-Powell (22 tháng 2 năm 1889 – 19 tháng 6 năm 1977) được sinh ra với tên là Olave St Clair Soames tại Chesterfield ở Anh Quốc. Chồng của bà là Robert Baden-Powell, người sáng lập ra Hướng đạo và Nữ Hướng đạo. Bà sau này được biết đến với tên là Olave, Phu nhân Baden-Powell sống trên 35 năm sau khi chồng bà qua đời. 
Olave trở thành Nữ Hướng đạo trưởng của Vương quốc Anh vào năm 1918. Cùng năm sau đó bà được tặng thưởng một Cá Bạc bằng vàng, một trong chỉ hai Cá Bạc bằng vàng từng được làm. Bà được bầu làm Nữ Hướng đạo trưởng Thế giới vào năm 1930. Bà đã đóng góp rất lớn cho việc phát triển các phong trào Nữ Hướng đạo, đã viếng thăm 111 quốc gia trong đời bà để tham dự các Trại Họp bạn Quốc tế và các hội Hướng đạo và Nữ Hướng đạo quốc gia.

## Cuộc đời lúc nhỏ
Olave là người con thứ ba và con gái út của một nghệ nhân và chủ hãng nấu rượu bia là Harold Soames. Bà được cha mẹ và một số nữ gia sư giáo dục tại nhà. Gia đình bà di chuyển liên tục vì cha của bà muốn tìm một căn nhà hoàn hảo khiến bà phải sống trong 17 ngôi nhà trong 23 năm đầu đời của mình.  Olave trở nên thích các môn thể thao ngoài trời như cầu lông (tennis), bơi lội, bóng đá, trượt băng, chèo thuyền, và chơi violin.

## Lúc lớn lên

### Lập gia đình và con cái
Tháng 1 năm 1912, Olave gặp vị anh hùng Đệ nhị Chiến tranh Boer và là người sáng lập ra Hướng đạo, Robert Baden-Powell trên một chuyến tàu viễn dương (RMSP Arcadian) trong lúc ông đang trên đường đến Thành phố New York để khởi sự một trong các chuyến đi quanh thế giới để giới thiệu phong trào Hướng đạo. Lúc đó bà mới 23 tuổi và Baden-Powell 55 tuổi. Họ có cùng ngày sinh nhật. Vào tháng 9 cùng năm họ làm lễ hứa hôn tạo nên một chấn động trong giới báo chí. Để tránh sự thâm nhập của báo chí, họ làm lễ cưới bí mật vào ngày 30 tháng 10 năm 1912.
Các Nam và Nữ Hướng đạo sinh của Anh Quốc mỗi người góp một xu để mua quà cưới cho ông bà là một chiếc xe hơi (Ghi chú: đây không phải là chiếc xe Rolls-Royce mà họ được tặng vào năm 1929). Cha của Olave đã giúp đỡ về tài chánh để mua đồi Pax Hill gần Bentley, Hampshire như một ngôi nhà gia đình mà bà sống cùng với chồng từ năm 1918 đến năm 1939.
Vợ chồng Baden-Powell có ba người con — một trai và hai gái:
- Peter Baden-Powell (1913–1962),
- Heather Baden-Powell (1915–1986), và
- Betty Baden-Powell (1917–2004) kết hôn với Charles Robert Clay năm 1936, và có ba người con trai và một con gái. Bà cũng nổi bật trong Phong trào Hướng đạo cho đến khi mất.

### Công việc thời chiến
Trong năm 1915 và 1916 lúc Chiến tranh thế giới thứ nhất đang tiếp diễn, Olave phụ giúp trực tiếp nỗ lực chiến tranh tại Pháp. Robert khi đó nhận thấy được lợi ích của các chòi giải trí của Hội Thanh niên Cơ Đốc dành cho các chiến sĩ và ông đã thuyết phục Công ty Mercers mua một cái chòi như thế tại Val-de-Lievres, Calais. Chòi được bố trí nhân sự có liên hệ với Hướng đạo. Olave là một người trong đội có năm nam và ba nữ điều hành chòi lúc ban đầu. Bà thuyết phục mẹ của bà trông coi con cái của bà trong lúc bà đi vắng.
Olave rời nhà đến Pháp vào ngày 7 tháng 10 năm 1915. Công việc thường trực của bà tại chòi của Công ty Mercers là phục vụ Chocolate nóng, thuốc hút và nói chuyện ngẫu với những người đến chòi. Bà cũng hồi tưởng trong sách tự truyện của mình là chơi violin và hát trong đêm văn nghệ Giáng sinh. Olave cũng mang về nuôi một số con vật đi lạc trong thời bà sống tại Val-de-Lievres.
Trong suốt thời kỳ này, Robert đã tổ chức các Hướng đạo sinh bảo trợ tài chánh để mua một chòi giải trí khác. Olave và hai người nữa khởi sự chòi này tại Etaples sau Giáng sinh năm 1915. Cuối tháng giêng, Olave được lệnh về nhà vì bệnh, kết thúc 3 tháng của bà tại Pháp.

### Vấn thân hơn vào Hướng đạo
Olave và Robert di chuyển đến Ewhurst Place, ngoại ô của Robertsbridge ở Sussex vào tháng 4 năm 1913. Tháng 6 năm đó, Thiếu đoàn đệ nhất Ewhurst được thành lập. Olave là Huynh trưởng của thiếu đoàn này và bà được người hầu nữ của gia đình và người làm vườn trợ giúp. Olave theo Robert trong nhiều chuyến đi thăm Hướng đạo và tham dự các sự kiện. Bà cũng thường đánh máy các bức thư cho Robert. Năm 1915, gia đình của Baden-Powell mua một chiếc xe nhỏ, và sau khi được Robert dạy lái, Olave thường lái xe đưa ông đến các cuộc hẹn gặp.
Mặc dù bà có liên hệ nổi bật nhất với Nữ Hướng đạo, lần đầu đề nghị giúp họ của Olave lại bị họ từ chối vào năm 1914. Sau khi tái tổ chức Nữ Hướng đạo năm 1915, bà lại đề nghị giúp đỡ họ lần nữa, lần này thì bà thành công và bắt đầu tổ chức Nữ Hướng đạo tại Sussex. Bà trở thành Ủy viên Châu ở Sussex vào tháng 3 năm 1916. Tháng 10 năm 1916, hội nghị đầu tiên các Ủy viên Châu được tổ chức và cũng tại hội nghị các Ủy viên nhất trí yêu cầu Olave lãnh vai trò Ủy viên trưởng. Trong thời gian đó, bà sắp xếp một số lớn phụ nữ vào những vùng khác của Vương quốc Anh để lãnh vai trò trong Nữ Hướng đạo. Năm 1918, Olave được suy tôn là Nữ Hướng đạo trưởng. Tại hội nghị Ủy viên Swanwick tháng 10 năm 1918, bà được trao tặng một Cá Bạc bằng vàng, đôi khi được gọi là một Cá Vàng.
Năm 1932, bà được Vua George V tặng thưởng Dame Grand Cross, Huân chương Cao quý nhất của Đế quốc Anh.

### Robert Baden-Powell mất
Tháng 10 năm 1939, Olave di chuyển đến Nyeri, Kenya với chồng của bà, và chính nơi đây Robert Baden-Powell qua đời vào ngày 8 tháng 1 năm 1941.

### Chiến tranh thế giới thứ hai
Năm 1942 bà bất chấp các cuộc tấn công bằng tàu ngầm để trở về một căn chung cư chính phủ cấp cho bà tại Hampton Court Palace (nơi bà đã sống từ năm 1943 đến 1976)) vì ngôi nhà của bà, Pax Hill, bị quân đội Canada trưng dụng. Suốt Chiến tranh thế giới thứ hai bà đi thăm khắp Vương quốc Anh. Rất may là căn hộ của bà bị hỏa tiễn V2 đánh sập vào năm 1944 khi bà đang trong 1 chuyến đi viếng thăm. Ngay sau D-Day, bà đi Pháp để viếng thăm khắp châu Âu khi chiến tranh chấm dứt để giúp làm sống lại phong trào Hướng đạo.

### SauChiến tranh thế giới thứ hai
Bà bị một cơn đau tim vào năm 1961. Cuối cùng bà bị cấm không được du hành vào tuổi 80 năm 1970 khi bà được xét nghiệm bị tiểu đường mà gây cái chết cho bà sau đó.
Năm 1968, Hội Nam Hướng đạo Mỹ trao tặng Olave một thẻ tín dụng để trả phí tổn các cuộc du hành của bà. Khi bà không di du hành nữa, Hội Nam Hướng đạo Mỹ muốn bà sử dụng thẻ để 'giữ liên lạc'. Nó bao gồm việc trả tiền cho hơn 2000 thiệp Giáng sinh bà gởi đến những người từng biết bà.
Olave mất ngày 19 tháng 6 năm 1977 tại Birtley House, Bramley ở Surrey, Vương quốc Anh. Tro cốt của bà được đưa về Kenya để chôn cạnh bên mộ của chồng bà. Bà để lại hai người con gái, con trai của bà mất trước bà.

## Di sản
Trung tâm Olave của Nữ Hướng đạo được xây dựng ở phía bắc Luân Đôn để tưởng nhớ đến Olave. Văn phòng Thế giới và Pax Lodge ở tầng mặt đất. Pax Lodge là một trong 4 Trung tâm Thế giới của Hội Nữ Hướng đạo Thế giới.
Nam và Nữ Hướng đạo đánh dấu ngày 22 tháng 2 là Ngày B.-P. hay Ngày Tưởng niệm, đó là ngày sinh nhật của cả Robert và Olave Baden-Powell để tưởng nhớ và chào mừng công lao của Hướng đạo trưởng và Nữ Hướng đạo trưởng của Thế giới.
Quỹ Học bổng Olave Baden-Powell được thiết lập năm 1979 nhận đóng góp thiện nguyện để tưởng nhớ Olave B-P. Hàng năm các học bổng được trao tặng là nhắm vào mục đích giúp các bé gái trong Nữ Hướng đạo cố gắng hơn nữa theo đuổi những sở thích và thực hiện giấc mơ của mình.

## Tác phẩm
1973: Window on My Heart (Cửa sổ trên trái tim tôi)